# Джеса Роудс
Джеса Роудс (на английски: Jessa Rhodes) е американска порнографска актриса и екзотична танцьорка.

## Ранен живот
Родена е на 29 юни 1993 г. в селски район на щата Орегон, САЩ и е от норвежки произход. Тя е най-малката от общо седем деца в семейството ѝ. До шести клас учи в дома си, след което продължава обучението си в училище. Там се изявява като мажоретка.
Работи в множество ресторанти за бързо хранене. На 17-годишна възраст започва да се изявява като стриптизьорка. След това работи и като уеб камера модел.

## Кариера

### В порнографската индустрия
Дебютира като актриса в порнографската индустрия през 2012 г., когато е на 19-годишна възраст.
Сключва договор с агенцията „OC Modeling“, която да я представлява в индустрията за възрастни.
През декември 2013 г. е момиче на корицата на списание „Хъслър“.
Включена е в списъка за 2015 г. на „Мръсната дузина: най-популярните звезди в порното (най-големите звезди на порното)“ на телевизионния канал CNBC.

### Мейнстрийм изяви
Участва заедно с порноактрисите Лиса Ан, Рики Сикс, Джейдън Джеймс и Тера Патрик във видеоклипа на песента „Dead Bite“ на американската рап метъл група Hollywood Undead. Също така се снима и във видеоклипа на песента „American Hustle“ на канадския рап изпълнител Джей Левин.
Роудс е обект на статия на списание „Форбс“, озаглавена „За жената в порното, личното е политическо и печелившо“, с автор блогърката Сузана Бреслин.

## Награди и номинации
| Година | Церемония          | Резултат  | Категория                           | Филм (сцена)/партньор           |
| ------ | ------------------ | --------- | ----------------------------------- | ------------------------------- |
| 2014   | AVN награда        | Номинация | Най-добра нова звезда               | –                               |
| 2014   | AVN награда        | Номинация | Най-добра поддържаща актриса        | „Престъпнички в бикини“         |
| 2014   | XRCO награда       | Номинация | Нова звезда                         | –                               |
| 2015   | AVN награда        | Номинация | Най-добра поддържаща актриса        | „Втори шанс“                    |
| 2015   | AVN награда        | Номинация | Най-добра POV секс сцена            | „Опитно гадже“ (с Дани Маунтин) |
| 2015   | XBIZ награда       | Носителка | Най-добра поддържаща актриса        | „Втори шанс“                    |
| 2015   | XBIZ награда       | Номинация | Изпълнителка на годината.           | –                               |
| 2016   | NightMoves награда | Носителка | Най-добро тяло (избор на феновете). | –                               |